# Austrogramme boerlageana
Austrogramme boerlageana är en kantbräkenväxtart som först beskrevs av Cornelis Rugier Willem Karel van Alderwerelt van Rosenburgh, och fick sitt nu gällande namn av Elbert Hennipman. Austrogramme boerlageana ingår i släktet Austrogramme och familjen Pteridaceae. Inga underarter finns listade.